# Municipio de York (condado de Tama)
El municipio de York (en inglés: York Township) es un municipio ubicado en el condado de Tama en el estado estadounidense de Iowa. En el año 2010 tenía una población de 509 habitantes y una densidad poblacional de 5,44 personas por km².

## Geografía
El municipio de York se encuentra ubicado en las coordenadas 41°59′33″N 92°21′24″O / 41.99250, -92.35667. Según la Oficina del Censo de los Estados Unidos, el municipio tiene una superficie total de 93.59 km², de la cual 93,59 km² corresponden a tierra firme y (0 %) 0 km² es agua.

## Demografía
Según el censo de 2010, había 509 personas residiendo en el municipio de York. La densidad de población era de 5,44 hab./km². De los 509 habitantes, el municipio de York estaba compuesto por el 97,25 % blancos, el 0,98 % eran amerindios, el 0,2 % eran asiáticos, el 1,38 % eran de otras razas y el 0,2 % eran de una mezcla de razas. Del total de la población el 1,38 % eran hispanos o latinos de cualquier raza.